# 冰雹
冰雹（hail，也称雹），俗称“雹子”，是从空中降落的呈球形或不规则形状的冰块，产生于猛烈发展的积雨云，多出现于晚春和夏季的午后，是中小尺度天气系统造成的一种强对流天气，易给农业等带来经济损失。“冰雹”和“霰”（俗称“雪子儿”等）不同：后者多伴随降雪出现，常被公众误以为属于冰雹。

## 形成
冰雹是以“雹胚”（直径约0.2～0.3mm，主要是大的过冷水滴，也可由尘埃、冰晶等充当）为核心，在云中反复碰冻过冷水滴形成的。具有特定气象条件的雷暴云可降下冰雹（这类雷暴系统可称“冰雹云”或“雹云”）。这些条件包括斜升气流的強度、氣流最大上升速度区的位置、冰点层的高度、云中水分累积区的条件等。除较弱的冰雹可由对称型风暴云（一般雷暴）降下之外，雹云通常是三种典型强雷暴之一，尤其是强雹暴多半为超级单体。

## 分布
冰雹大多發生在中緯度內陸地區，在赤道和兩極较少，在海洋上也較少。從局地條件看，冰雹分布是山區多、平原少。這是因為山區地形複雜，受熱差異大，空氣垂直運動發展，冰雹較易於形成。

## 危害
冰雹是一種農業氣象災害，對農作物枝葉、莖幹和果實產生損傷，造成作物減產或欠收。除此之外，冰雹出現時常伴有強風及劇烈的降溫，還產生雷電現象，從而帶來各種危害，例如建築物的破壞和人員的傷亡。

## 图片展示

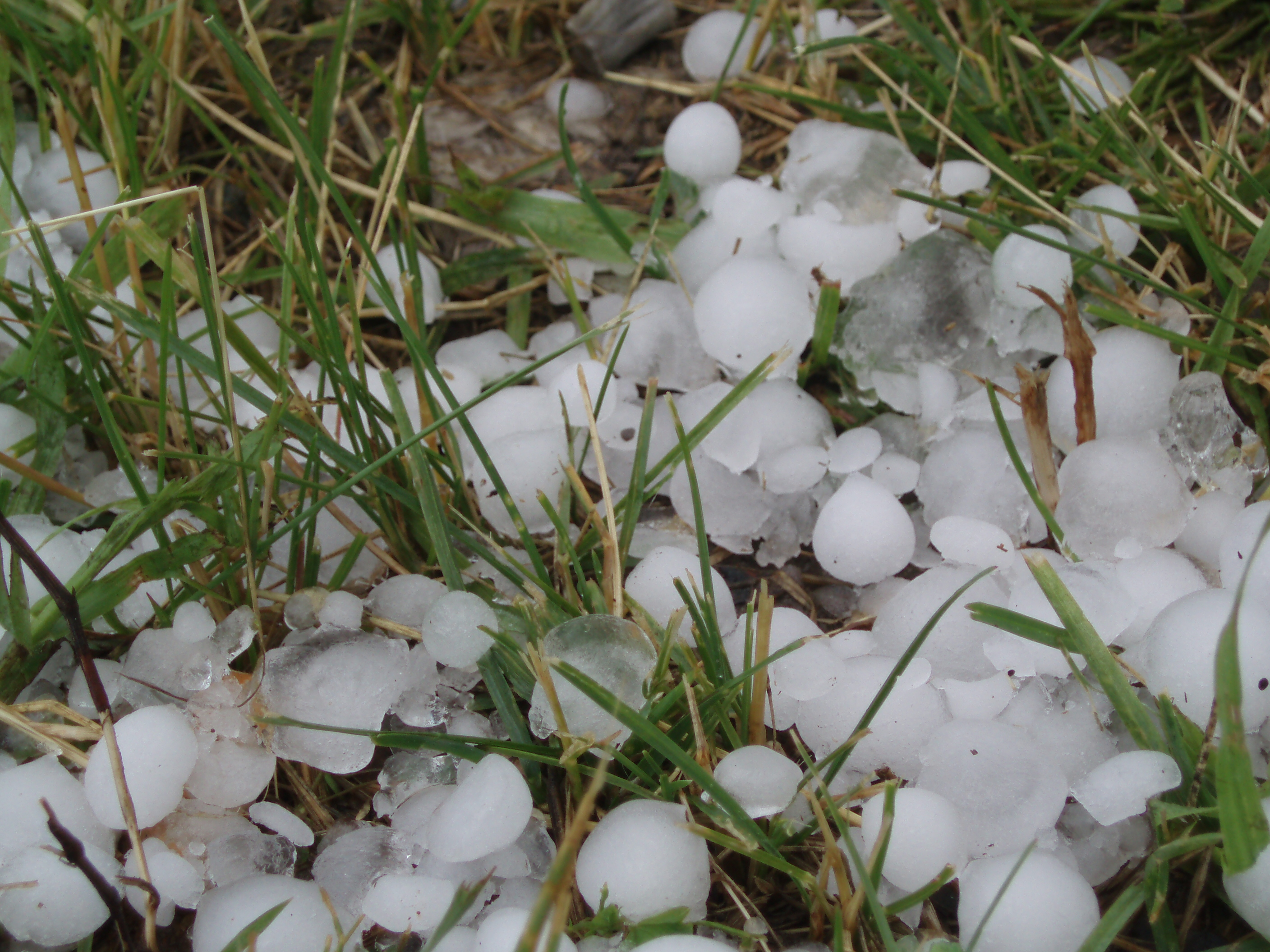
冰雹
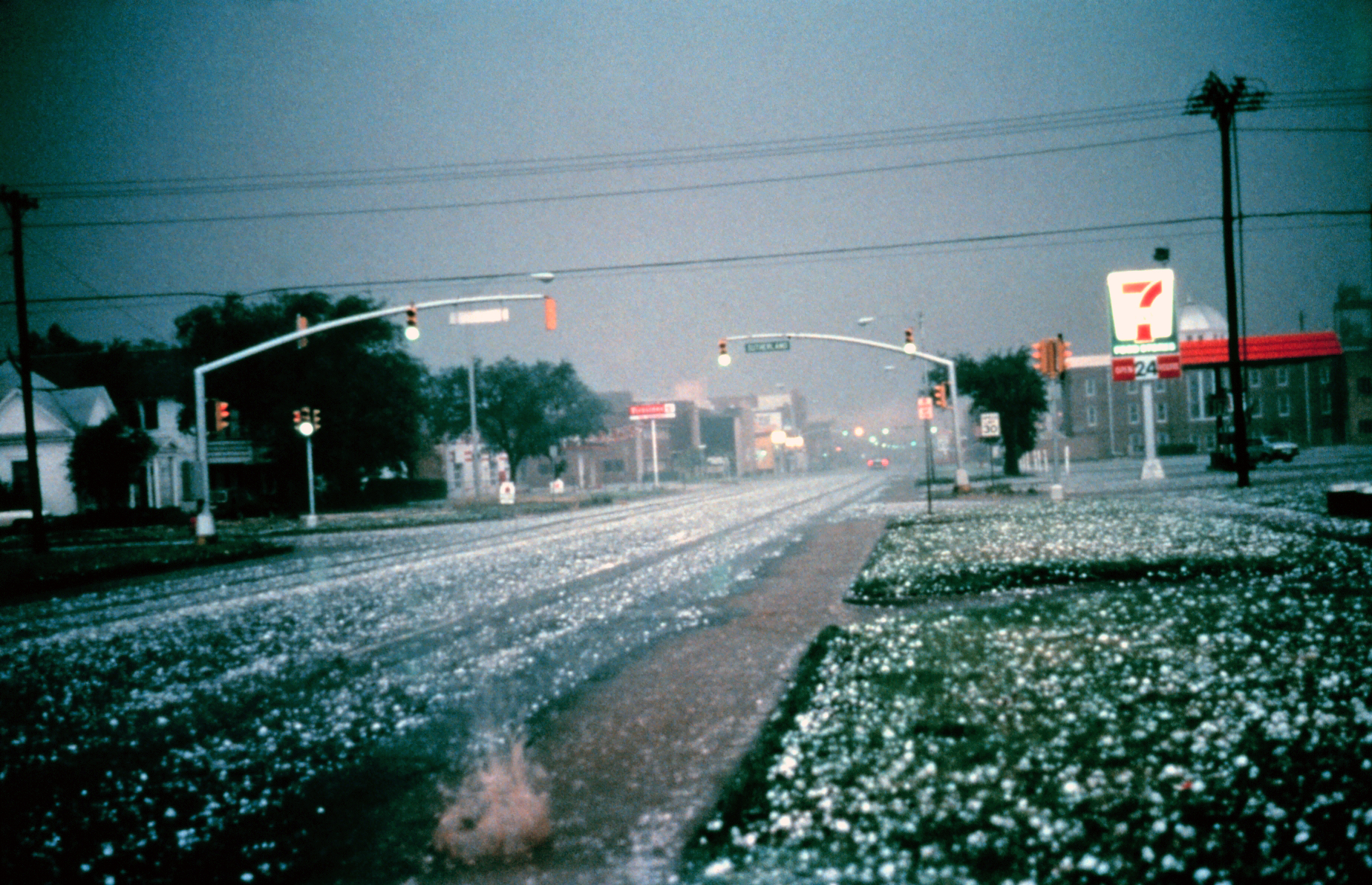
雹暴
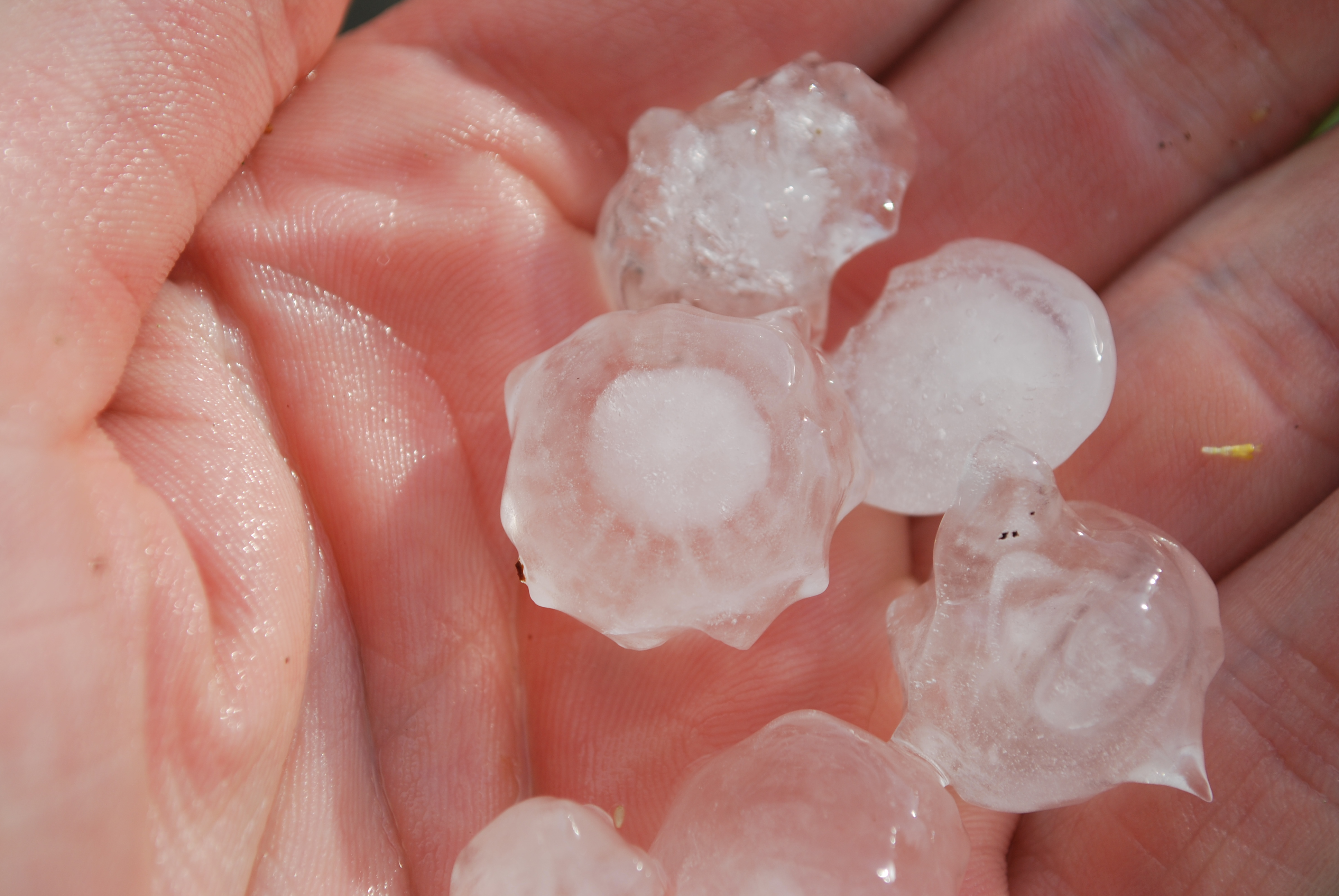
呈透明层与不透明层的冰雹